# Review Your Choices
Review Your Choices – czwarty album studyjny doom metalowego zespołu Pentagram wydany 19 lipca 1999 roku przez wytwórnię Black Widow Records.

## Lista utworów
1. „Burning Rays” – 2:35
2. „Change of Heart” – 5:28
3. „Living in a Ram's Head” – 2:37
4. „Gorgon's Slave” – 6:31
5. „Review Your Choices” – 3:21
6. „The Diver” – 2:53
7. „The Bees” – 2:28
8. „I Am Vengeance” – 5:24
9. „Forever My Queen” – 2:38
10. „Mow You Down” – 3:12
11. „Downhill Slope” – 3:58
12. „Megalania” – 7:08
13. „Gilla?” – 0:49

## Twórcy
| Personel - Mike Hounshell – producent, inżynier dźwięku - Greg Reiter – inżynier dźwięku - Jeff Lee – zdjęcia (okładka) - Randall Jalis – projekt okładki - Pamela Bortolotti – zdjęcia (tył okładki) | Pentagram w składzie - Bobby Liebling – wokal, producent - Joe Hasselvander – wszystkie instrumenty, producent |